# Рафтопулло, Анатолий Анатольевич
Анато́лий Анато́льевич Рафтопу́лло (5 апреля 1907, Холм, Российская империя (ныне — Хелм, Польша) — 21 апреля 1985, Киев, УССР) — советский офицер, танкист-ас, участник Великой Отечественной войны, гвардии полковник, Герой Советского Союза.

## Биография
Родился 5 апреля 1907 года в губернском городе Холм (ныне — Хелм, Польша). В юности переехал с родителями на Херсонщину. Окончил сельскую школу. Работал трактористом.
В сентябре 1929 года призван в ряды Красной Армии. Служил в 54-м отдельном эскадроне 9-й кавалерийской дивизии. С сентября 1930 года по май 1931 года — помощник командира взвода и старшина эскадрона в 54-м кавалерийском полку. С мая 1932 года — старшина бронеэскадрона 9-й кавалерийской дивизии. С апреля 1934 года по сентябрь 1935 года — командир танкового взвода. В 1937 году окончил Ульяновскую бронетанковую школу и направлен на Дальневосточный фронт командиром танкового взвода 1-го танкового батальона 23-й механизированной бригады. С декабря 1937 года — командир разведывательной роты. Участник боёв на озере Хасан. В 1938 году уволен из РККА по директиве НКО № 200/ш от 24 июня 1938 (по национальности).
15 апреля 1939 года восстановлен в кадрах РККА и назначен на должность командира танковой роты 149-го отдельного танкового батальона 36-й танковой бригады. Принимал участие в Польском походе РККА (1939), Советско-финской войне 1939—1940 годов. С апреля 1940 года — командир батальона средних танков 30-го танкового полка 15-й танковой дивизии. В составе полка участвовал в военных действиях в Северной Буковине.

### В годы Великой Отечественной войны
В боях Великой Отечественной войны с июня 1941 года. Командир 2-го танкового батальона БТ-7 4-й танковой бригады.
Особо отличился в ожесточённых семидневных танковых сражениях под Орлом. Утром 9 октября 1941 года немецкие элитные части перешли в решительное наступление. Анализ боевых донесений со всех участков обороны позволил командиру танковой бригады М. Е. Катукову сделать вывод, что противник основной удар наносит на левом фланге обороны через Шеино на Мценск. Там расположился в засаде танковый батальон под командованием Рафтопулло. Он же отвечал за этот узел обороны. Около сотни танков противника при поддержке авиации и артиллерии двинулись к рубежу обороны гвардейского корпуса на участке Головлёво — Ильково.
9 октября 1941 года у деревни Ильково Рафтопулло со своим батальоном нанёс противнику большой урон в живой силе и технике. Действуя из засад, танкисты наносили огневые удары по вражеским колоннам и быстро отходили на новые рубежи. Было подбито 43 вражеских танка.
В этом бою Рафтопулло был тяжело ранен. По воспоминаниям М. Е. Катукова,

на позициях Самохина находился командир батальона капитан А. А. Рафтопулло со своей машиной. Он руководил боем, стоя возле танка. Неожиданный взрыв мины ожёг ему спину. В горячке Рафтопулло не обратил на это внимания. В это время пуля пробила ему левое плечо. Санитар перевязал его и предложил отправиться в санчасть. Но Рафтопулло категорически отказался покинуть поле боя. Только после моего приказания капитан позволил увезти себя в санчасть. 

 — Никуда я не поеду, — твердил он врачам в санчасти. — Всё равно сбегу. Вот перевяжете — и всё равно сбегу.
Но вскоре из-за большой потери крови Рафтопулло потерял сознание и его срочно отправили во фронтовой госпиталь.
Отдельным Указом Президиума Верховного Совета СССР «О присвоении звания Героя Советского Союза командиру танкового батальона капитану Рафтопулло А. А.» от 11 января 1942 года за «образцовое выполнение боевых заданий командования на фронте борьбы с немецкими захватчиками и проявленные при этом отвагу и геройство» удостоен звания Героя Советского Союза с вручением ордена Ленина и медали «Золотая Звезда» (№ 694).
21 февраля 1942 года в одном из боёв в районе города Ржев Рафтопулло был снова ранен. После излечения в госпитале получил звание майора и был назначен на должность старшего помощника начальника отдела боевой подготовки автобронетанковых войск штаба Сталинградского фронта. В дальнейшем проходил службу командиром батальона курсантов Ульяновского гвардейского танкового училища имени В. И. Ленина.
За годы войны уничтожил 20 танков и САУ противника.

### Послевоенные годы

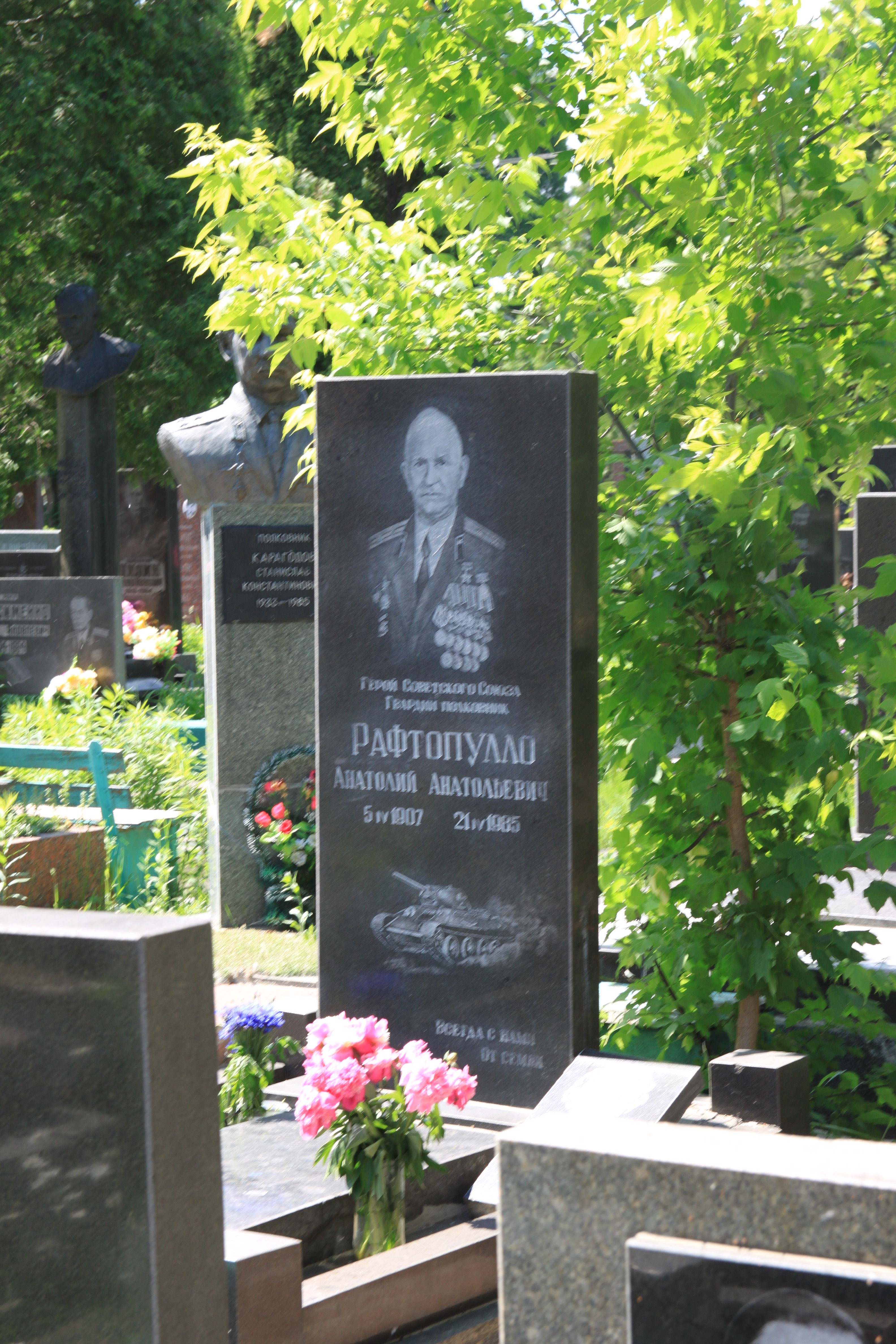
Могила Рафтопулло на Лукьяновском военном кладбище Киева

После окончания Великой Отечественной войны, в 1945 году А. А. Рафтопулло окончил Высшую офицерскую бронетанковую школу. Карьеру военного полковник А. А. Рафтопулло завершил в 1955 году в должности командира батальона курсантов Киевского танко-технического училища им С. К. Тимошенко. Жил в городе-герое Киеве. Удостоен звания почётного гражданина города Мценска.
Скончался 21 апреля 1985 года. Похоронен в Киеве на Лукьяновском военном кладбище.
Из письма Ю. А. Жукову, автору книги «Люди 40-х годов»: «Своей судьбой я доволен и с большим желанием повторил бы её. Есть о чём вспомнить. Мне посчастливилось служить в армии, а потом воевать с такими выдающимися людьми, как Бурда, Самохин, Заскалько и другие…».

## Награды
- Медаль «Золотая Звезда» № 694 Героя Советского Союза (11 января 1942);
- три ордена Ленина (27 декабря 1941, 11 января 1942, ??);
- два ордена Красного Знамени (за бои на озере Хасан и советско-финскую войну);
- орден Отечественной войны I степени;
- орден Красной Звезды;
- медали.

## Память
Памятник на могиле в Киеве на Лукьяновском военном кладбище. В Музее истории Украины во Второй мировой войне экспонируются документы и личные вещи, принадлежавшие А. А. Рафтопулло.

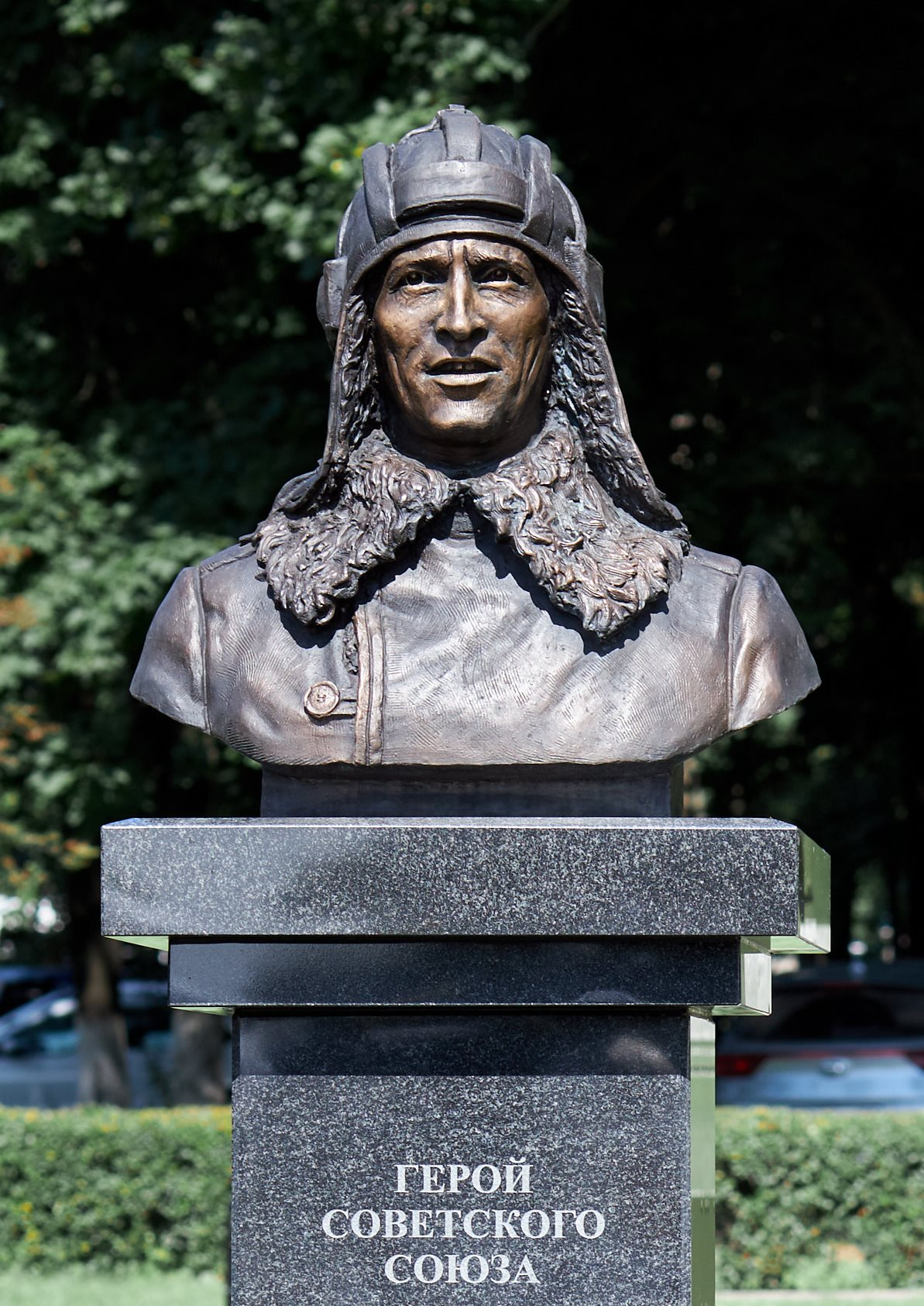
Бюст танкиста А.Рафтопулло (скульптор Андрей Следков)

Бюст на Мемориале героям танкистам-гвардейцам под Мценском